# CMA-CGM-Mermaid-Typ
Der CMA-CGM-Mermaid-Typ ist ein Container-Feederschiffstyp der französischen Reederei CMA CGM. Bei den Schiffen handelt es sich um die ersten mit LNG angetriebenen Einheiten dieses Größensegments der Reederei. Das Auftragsvolumen der im November 2021 in Auftrag gegebenen zehn Einheiten beträgt rund 627 Millionen US-Dollar. Die Schiffe werden im Mittelmeerraum und in Nordeuropa eingesetzt.

## Technik

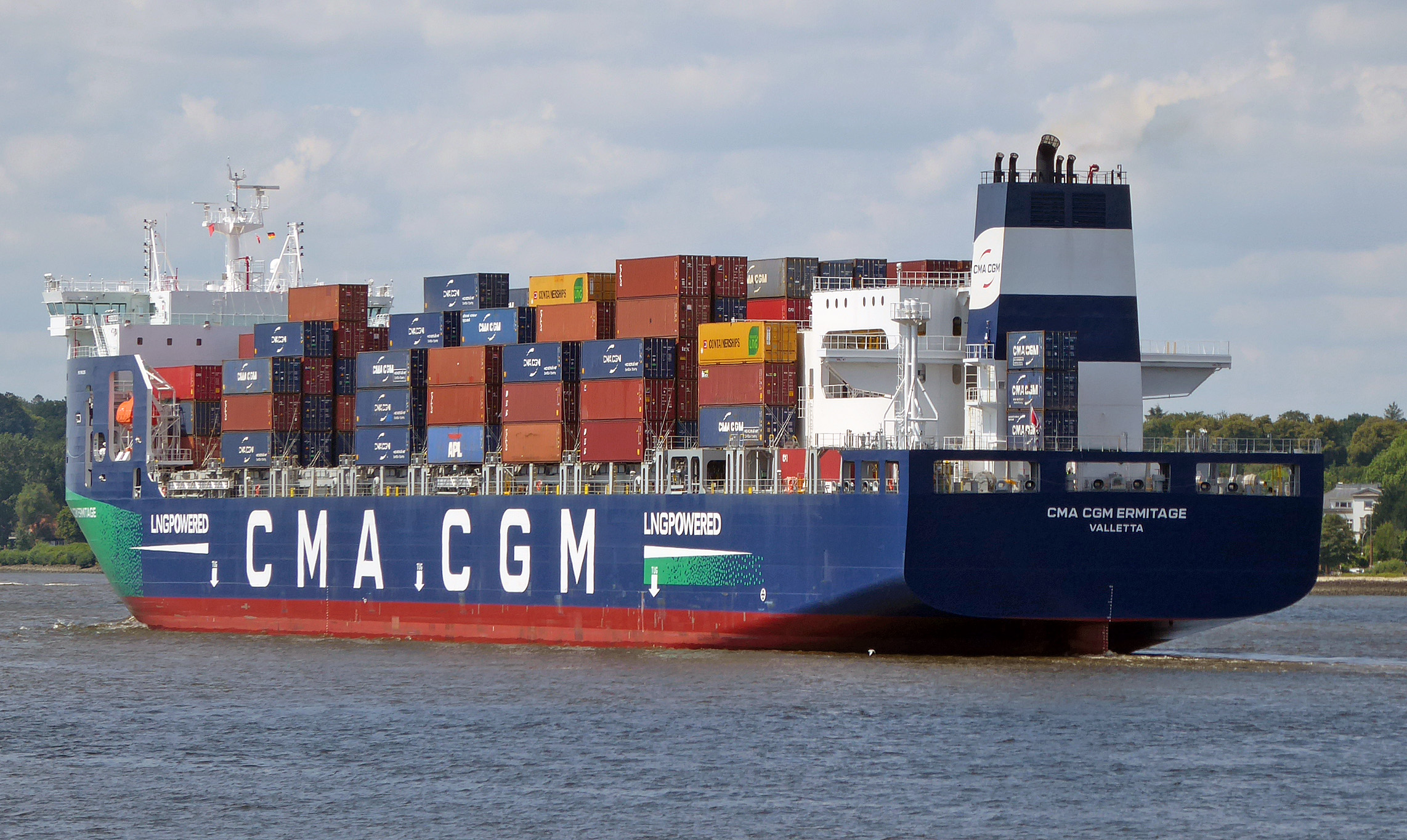
Heckansicht der CMA CGM Ermitage

Die Doppelhüllenschiffe sind schiffbaulich anders ausgelegt als bei der Mehrzahl der herkömmlichen Containerschiffe des betreffenden Größensegments. Das Deckshaus ist vorne über der Back angeordnet, was einen optimalen Sichtstrahl und eine Platzersparnis ermöglicht. Hinter dem Deckshaus befinden sich die Laderäume und achtern der Maschinenaufbau mitsamt der LNG-Tanks. Hauptantrieb der Schiffe ist ein aufgeladener Zweitakt-Kreuzkopfmotor des Typs MAN B&W 6S60ME-C10-GI mit sechs Zylindern und einer Leistung von rund 15.000 kW.
Die Laderäume der Schiffe des CMA CGM Mermaid-Typs werden mit Pontonlukendeckeln verschlossen. Die Schiffe haben eine Kapazität von 2000 TEU, Kühlcontainer können angeschlossen werden.

## Die Schiffe
| Bauname            | Bau- nummer | IMO- Nummer | Kiellegung Stapellauf Ablieferung                  | Umbenennungen und Verbleib |
| ------------------ | ----------- | ----------- | -------------------------------------------------- | -------------------------- |
| CMA CGM Mermaid    | 4215        | 9961283     | - 6. September 2023 15. Februar 2024               | so in Fahrt                |
| CMA CGM Ermitage   | 4216        | 9961295     | - 7. November 2023 26. März 2024                   | so in Fahrt                |
| CMA CGM Rundale    | 4217        | 9961300     | - 11. Januar 2024 26. Mai 2024                     | so in Fahrt                |
| CMA CGM Tivoli     | 4218        | 9961312     | - 27. Januar 2024 11. Juni 2024                    | so in Fahrt                |
| CMA CGM Visby      | 4219        | 9961324     | 16. Januar 2024 - 25. Juli 2024                    | so in Fahrt                |
| CMA CGM Alhambra   | 4220        | 9961336     | 30. Januar 2024 1. April 2024 22. August 2024      | so in Fahrt                |
| CMA CGM Salamanque | 4221        | 9961348     | 29. Februar 2024 30. April 2024 13. September 2024 | so in Fahrt                |
| CMA CGM Altamira   | 4222        | 9961350     | 22. März 2024 24. Mai 2024 21. Oktober 2024        | so in Fahrt                |
| CMA CGM Sintra     | 4223        | 9961362     | - 5. Juni 2024 21. Oktober 2024                    | so in Fahrt                |
| CMA CGM Escurial   | 4224        | 9961374     | 27. Mai 2024 - 25. Dezember 2024                   | so in Fahrt                |
| Daten: Equasis     |             |             |                                                    |                            |

## Zwischenfälle
Im Mai 2024 kollidierte die CMA CGM Mermaid mit der Schleusenkammer in Brunsbüttel.
Im Mai 2025 kollidierte die CMA CGM Ermitage beim Anlegen mit einem Ladekran am Terminal Burchardkai.